# Јапан на Светском првенству у атлетици у дворани 2018.
Јапан је на 17. Светском првенству у атлетици у дворани 2018. одржаном у Бирмингем од 1. до 4. марта учествовао седамнаести пут, односно учествовао је на свим првенствима до данас. Репрезентацију Јапана представљао је 1 такмичар који се такмичио у трци на 60 метара са препонама.,
На овом првенству такмичар из Јапан није освојио ниједну медаљу али је оборио лични рекорд.

## Учесници
Мушкарци:
- Гента Масуно — 60 м препоне

## Резултати

### Мушкарци
| Атлетичар    | Дисциплина   | Лични рекорд | Квалификације | Квалификације | Полуфинале           | Полуфинале           | Финале               | Финале       | Детаљи |
| Атлетичар    | Дисциплина   | Лични рекорд | Резултат      | Место         | Резултат             | Место                | Резултат             | Место        | Детаљи |
| ------------ | ------------ | ------------ | ------------- | ------------- | -------------------- | -------------------- | -------------------- | ------------ | ------ |
| Гента Масуно | 60 м препоне |              | 7,97 ЛР       | 7. у гр. 5    | Није се квалификовао | Није се квалификовао | Није се квалификовао | 32 / 37 (38) |        |